# Naturwaldreservat Lange Leitn, Neckenmarkt
Naturwaldreservat Lange Leitn, Neckenmarkt este o arie protejată (arie specială de conservare — SAC, sit de importanță comunitară — SCI) din Austria întinsă pe o suprafață de 28,95 ha, integral pe uscat.

## Localizare
Centrul sitului Naturwaldreservat Lange Leitn, Neckenmarkt este situat la coordonatele 47°38′21″N 16°31′46″E / 47.6392°N 16.5294°E.

## Înființare
Situl Naturwaldreservat Lange Leitn, Neckenmarkt a fost declarat sit de importanță comunitară în iunie 1998 pentru a proteja 1 specie de animale. Situl a fost protejat și ca arie specială de conservare în aprilie 2008.

## Biodiversitate
Situată în ecoregiunea continentală, aria protejată conține 1 habitat natural: Păduri de stejar și carpen Galio-Carpinetum.
La baza desemnării sitului se află o specie protejată de  nevertebrate: rădașcă (Lucanus cervus).
Pe lângă speciile protejate, pe teritoriul sitului au mai fost identificate 7 specii de plante.